# Choreutis
Choreutis is een geslacht van vlinders van de familie glittermotten (Choreutidae), uit de onderfamilie Choreutinae.

## Soorten
- C. aegyptiaca (Zeller, 1867)
- C. agalmatopa Meyrick, 1926
- C. agelasta Bradley, 1965
- C. alliciens Meyrick, 1926
- C. antiptila Meyrick, 1912
- C. argyrastra Meyrick, 1932
- C. argyrota Meyrick, 1912
- C. argyroxantha Meyrick, 1938
- C. arisema Diakonoff, 1978
- C. atrox Diakonoff, 1978
- C. augustella Clarke, 1933
- C. batangensis Caradja, 1940
- C. bathysema (Diakonoff, 1978)
- C. blandinalis Zeller, 1877
- C. brunescens Diakonoff, 1978
- C. caliginosa Braun, 1921
- C. calliclisa Diakonoff, 1978
- C. carduiella Kearfott, 1902
- C. catapsesta (Meyrick, 1935)
- C. clemensella (Walsingham, 1914)
- C. coloradella Kearfott, 1902
- C. cunuligera (Diakonoff, 1978)
- C. cyanogramma (Arita & Diakonoff, 1979)
- C. cydrota Meyrick, 1915
- C. charmonica (Walsingham, 1914)
- C. chionocosma Diakonoff, 1978
- C. chodzhajevi Gerasimov, 1930
- C. chrysostacta Meyrick, 1933
- C. chrysoterma Meyrick, 1932
- C. diana (Hübner, 1822)
- C. discolor (Arita & Diakonoff, 1979)
- C. drosodoxa Meyrick, 1933
- C. dryodora (Meyrick, 1921)
- C. dyarella Kearfott, 1902
- C. enantia (Walsingham, 1914)
- C. entechna (Meyrick, 1920)
- C. extrincicella Dyar, 1900
- C. falsifica Meyrick, 1926
- C. fulminatrix (Meyrick, 1935)
- C. gemmalis Hulst, 1886
- C. gnaphaliella Kearfott, 1902
- C. gratiosa (Meyrick, 1911)
- C. hadrogastra Diakonoff, 1978
- C. hestiarcha Meyrick, 1912
- C. holotoxa Meyrick, 1903
- C. hymenaea Meyrick, 1909
- C. hypocroca (Diakonoff, 1978)
- C. immutabilis Braun, 1927
- C. incerta Capuse, 1970
- C. inflatella Clemens, 1863
- C. inspirata Meyrick, 1916
- C. intermediana Rebel, 1910
- C. irradiata Meyrick, 1913
- C. irridens (Meyrick, 1921)
- C. isshikii Matsumura, 1931
- C. lactibasis (Walsingham, 1914)

- C. lamella (Busck, 1914)
- C. lapidaria Meyrick, 1909
- C. leptilionella Busck, 1934
- C. leucobasis Fernald, 1900
- C. loxotenes (Walsingham, 1914)
- C. melanifera Keifer, 1937
- C. merzoccai Pastrana, 1991
- C. mesolyma (Diakonoff, 1978)
- C. minuta (Arita & Diakonoff, 1979)
- C. moniligera Meyrick, 1912
- C. monognoma Diakonoff, 1978
- C. montelli Hackman, 1947
- C. multimarginata Braun, 1925
- C. nemorana

Vijgenskeletteermot (Hübner, 1799)
- C. occidentella Dyar, 1900
- C. ochrilactea (Meyrick, 1934)
- C. onustana Walker, 1864
- C. pariana

Skeletteermot (Clerck, 1759)
- C. pelinobasis (Walsingham, 1914)
- C. pentacyba Meyrick, 1926
- C. pernivalis Braun, 1921
- C. phalaraspis Meyrick, 1923
- C. philonyma Meyrick, 1912
- C. plectodes (Meyrick, 1921)
- C. pychnomochla Bradley, 1965
- C. quincyella (Legrand, 1966)
- C. radians Diakonoff, 1978
- C. sachalinensis Danilevsky, 1970
- C. schausiella Busck, 1907
- C. semiclara (Meyrick, 1929)
- C. sexfasciella Sauber, 1902
- C. sibirica Hackman, 1947
- C. silphiella Grote, 1881
- C. simplex Diakonoff, 1955
- C. solaris Erschoff, 1877
- C. sororculella Dyar, 1900
- C. stellaris Zeller, 1874
- C. stereocrossa (Meyrick, 1921)
- C. tacubayella Kearfott, 1908
- C. talyshensis Danilevsky, 1970
- C. ultimana Krulikovski, 1908
- C. ussurica Danilevsky, 1970
- C. venusta (Walsingham, 1914)
- C. vinosa (Diakonoff, 1978)